# 우연성 음악
우연성 음악(Chance music, Aleatoric music)은 미국의 작곡가 존 케이지(John Cage)와 그의 동조자들이 창안한 것으로 전위음악의 일종이다. 20세기 이후의 현대 음악의 계통으로 작곡이나 연주에 인위적인 구성을 배제하고 우연성을 가한 음악이다. 불확정성의 음악이라고도 한다. 우연성 음악에서 불확정 부분은 보통 두 영역에서 나타난다. 
첫째는 연주자가 악곡의 구도를 정하도록 요구되는 경우인데 예를 들면 악곡의 부분들을 다시 배열하거나 부분들을 동시에 연주하는 것을 말한다. 
둘째로 악보에 지시된 대로 일정한 지점에서 연주자가 연기와 유사한 동작을 하거나 즉흥연주를 할 수도 있다.
미국의 존 케이지는 너무나 추상화되고 정밀하게 구성된 예술음악에 대한 철저한 반발로서, 무대 위에서 소리를 지르거나 음식을 먹거나 피아노를 부수고 스피커로 소음을 내기도 하는 일종의 ‘쇼’ 같은 행동을 한다. 또한 피아노곡 〈4분 33초〉(1954)에서는 피아니스트가 피아노 앞에 4분 33초 동안만 앉아 있다가 퇴장한다. 그 동안에 우연히 들려온 외계의 소리와 자기의 고동이 음악이라는 것이다. 케이지의 이러한 견해는 유럽 작곡계에 많은 영향을 주고 있다. 슈톡하우젠은 연주자들에게 어느 부분만을 자유로운 템포로 연주시킨다든가 몇 개의 단편만을 작곡해 두고 연주자가 그 가운데에서 무작위로 단편(斷片)을 추려 연결시키고 연주하는 방법이다. 또한 폴란드의 펜데레츠키는 <히로시마 희생의 애가>에서 오케스트라의 바이올린 파트의 음높이를 명확하게 지정하지 않고 대략의 높이나 움직임을 정해두는 방법으로 작곡했으며 그 결과로서 몇 개의 현악기가 미분음적(微分音的)으로 서로 마찰하여 소리가 나도록 하는 효과를 꾀했다. 이와 같은 작보법을 더욱 발전시킨 것으로 '그래픽'이 있다. 가령 악보에 기보한다 해도 매우 다의적인 해석을 허용한다면 처음부터 5선이나 음표를 나타내지 않고 그림이나 도안과 같은 것을 연주자가 갖고 있으면 된다는 사고방식이므로 이는 그 도표가 지니는 조형미적인 아름다움과 연주자에 의한 즉흥연주의 창조성을 목적으로 하고 있다.

## 같이 보기
- 생성 음악